# Куншт, Яган
Яган Куншт (Иоганн Кунст, Kunst, ум. 1703) — немецкий антрепренёр; актёр.
В 1702 российский император Пётр Великий отправил бывшего «комедианта», венгра Ягана Сплавского, в Данциг, чтобы набрать там труппу актёров. Сплавский привёз в Москву девять комедиантов, набранных из странствующих немецких трупп, под управлением Ягана Куншта, которого в России называли Кунстом.
Труппа вначале давала представления на дому у Лефорта, а затем для неё был построен театр на Красной площади. В том же 1702 царь приказал отдать Кунсту в обучение 12 молодых русских, набранных из подьячих и посадских. Кунст обучал комедиантскому искусству и учеников корабельного сухаревского училища, которые представляли свои комедии в Сухаревой башне, причём иногда на них присутствовал сам Пётр. 1 апреля 1704 Кунст выпустил заманчивое объявление о новой пьесе; в числе зрителей был и царь; но когда взвился занавес, публика увидела на ярко освещенном полотне надпись: «сего дня 1 апреля»; то есть объявление о пьесе было всего лишь шуткой. Пётр не выразил неудовольствия, сказав только: «Вот комедиантская вольность»; но Кунст испугался его гнева и бежал из России.
Яган Кунст скончался в 1703 году.